# 阿戈讷地区蒙福孔
阿戈讷地区蒙福孔（法語：Montfaucon-d'Argonne，法語發音：[mɔ̃fokɔ̃ daʁɡɔn]）是法国默兹省的一个市镇，位于该省西北部，属于凡尔登区。

## 地理
阿戈讷地区蒙福孔（49°16'18"N, 5°7'57"E）面积23.61 平方千米，位于法国大東部大區默兹省，该省份为法国西北部内陆省份，北与比利时接壤，西接马恩省和阿登省，南至上马恩省和孚日省，东临默尔特-摩泽尔省。
与阿戈讷地区蒙福孔接壤的市镇（或旧市镇、城区）包括：阿沃库尔、屈西、埃皮农维尔、马朗库尔、楠蒂卢瓦、塞普特萨尔热、韦里。

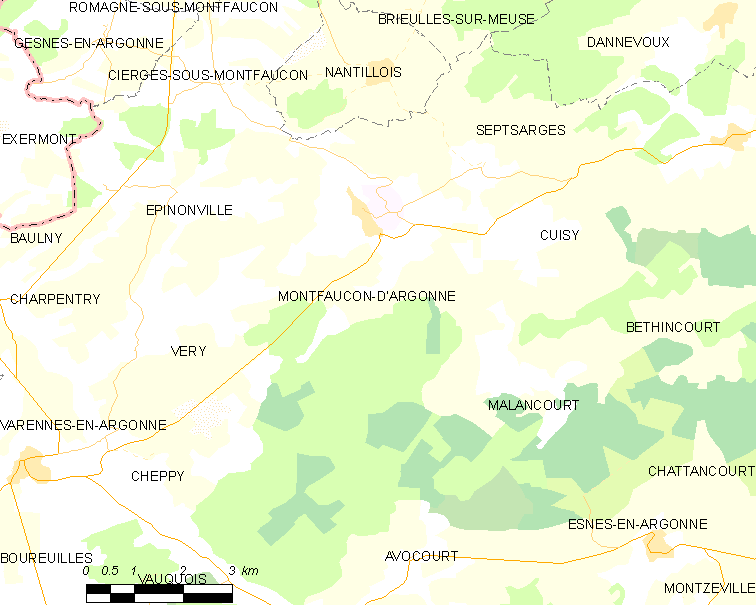
阿戈讷地区蒙福孔的OSM定位图

阿戈讷地区蒙福孔的时区为UTC+01:00、UTC+02:00（夏令时）。

## 行政
阿戈讷地区蒙福孔的邮政编码为55270，INSEE市镇编码为55346。

## 政治
阿戈讷地区蒙福孔所属的省级选区为阿戈讷地区克莱蒙县。

## 人口

1962-2008年间阿戈讷地区蒙福孔人口变化图示

阿戈讷地区蒙福孔于2022年1月1日时的人口数量为276人。